# 1781 en droit
Cet article présente les faits marquants de l'année 1781 en droit.

## Événements
- 1er mars : le Congrès continental américain adopte les Articles de la Confédération. Il devient le Congrès de la Confédération (fin en 1789)[1].

- 18 mai : le dernier Inca Túpac Amaru II est écartelé puis décapité à Cuzco au Pérou en présence de toute la population rassemblée[2]. Son cousin, Túpac Amaru III, reprend un temps la tête de la révolte mais est pris et subit le même supplice en 1783.

- 15 novembre : le chef des révoltés aymara du Haut-Pérou Túpac Katari est exécuté à La Paz[3].